# Repatriación de personas mexicanas desde Estados Unidos

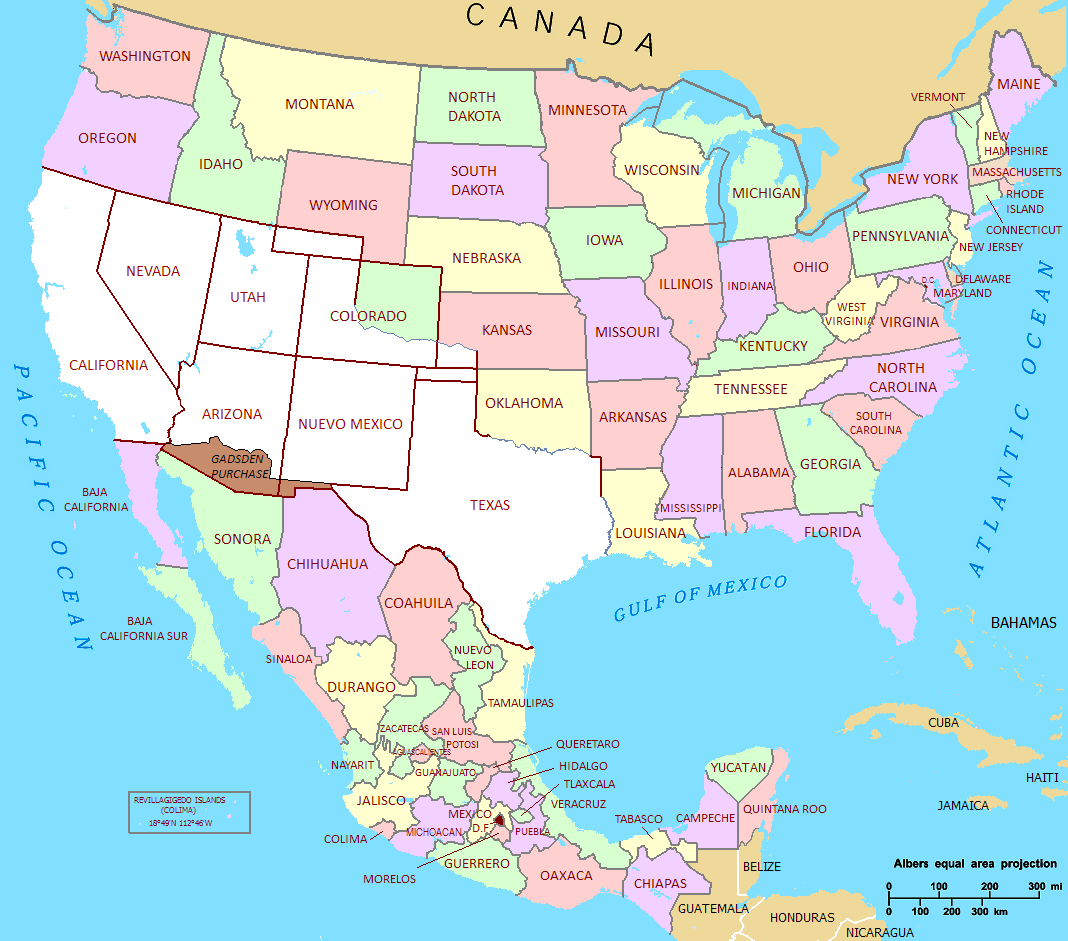
Antiguos territorios mexicanos dentro de los Estados Unidos. Los territorios de la Cesión mexicana aparecen en blanco, mientras que la Compra de Gadsden se muestra en marrón.

La Repatriación de personas mexicanas desde Estados Unidos es como se le llama a uno de los períodos de la historia migratoria de Norteamérica, durante el cual ocurrió el traslado masivo, en parte voluntaria así como la deportación forzada y expulsión de mexicanos y mexicoamericanos por parte de las autoridades de Estados Unidos durante la Gran Depresión entre 1929 y 1939.    Las estimaciones de cuántas personas fueron repatriadas, deportadas o expulsadas oscilan entre 300.000 y 2 millones (entre el 40 y el 60% de ellos eran ciudadanos de los Estados Unidos, en su abrumadora mayoría niños y niñas). 
La repatriación contó con el apoyo del gobierno federal, pero la deportación y las repatriaciones fueron en gran medida organizadas y alentadas por los gobiernos de las ciudades y de los estados, a menudo con el apoyo de entidades privadas locales. Sin embargo, la repatriación voluntaria fue mucho más común que la deportación formal y los funcionarios federales estuvieron mínimamente involucrados.  Algunas de las personas repatriadas buscaban escapar de la crisis económica de la Gran Depresión.  El gobierno deportó formalmente al menos a 82.000 personas,  y la gran mayoría de esas deportaciones ocurrió entre 1930 y 1933.   El gobierno mexicano también alentó la repatriación con la promesa de tierras de libre adquisición. 
Algunos académicos sostienen que el número sin precedentes de deportaciones entre 1929 y 1933 fue parte de una política de la administración de Herbert Hoover, que había convertido a las personas de origen mexicano y latinoamericano en chivos expiatorios de la Gran Depresión, junto a disposiciones de inmigración más estrictas con el pretexto de liberar empleos para las personas estadounidenses.  La gran mayoría de las deportaciones formales ocurrieron entre 1930 y 1933 como parte de la política de Hoover mencionada por primera vez en su discurso sobre el estado de la Unión de 1930 .  Después de que Franklin D. Roosevelt asumiera la presidencia, la tasa de deportación tanto forzada como voluntaria se redujo en todos los orígenes de inmigrantes, incluidas las personas mexicanas.  La administración de Franklin D. Roosevelt también instituyó políticas más indulgentes hacia quienes habían inmigrado desde México.  Injustamente utilizados como chivos expiatorios durante la crisis económica estadounidense de la Gran Depresión, un gran número de trabajadores mexicanos perdieron sus empleos.  Las personas de origen o ascendencia mexicana fueron aún más atacadas durante el periodo, debido a lo que en la opinión pública se resumía como "la proximidad de la frontera, el carácter distintivo físico de los mestizos y los barrios fácilmente identificables". 
Las estimaciones de la cantidad de personas que se trasladaron desde Estados Unidos a México entre 1929 y 1939 oscilan entre 300.000 y 2 millones,  y la mayoría de las estimaciones sitúan con seguridad este número entre 500.000 y 1 millón.  La estimación más alta proviene de informes de los medios mexicanos de la época. : 150  La amplia mayoría de la repatriación ocurrió a comienzos de la década de 1930, con la mayor cifra de deportaciones y migración en 1931.: 49  Se estima que 1,692,000 personas de origen o ascendencia mexicana vivían en Estados Unidos en 1930, mientras que en 1940 había 1,592,000. En 1934, de todas las personas percibidas como mexicanas en Estados Unidos hasta 1930, un tercio ya no se encontraba en ese país. 